# Степановка (Веселиновский район)
Степановка (укр. Степанівка) — село в Веселиновском районе Николаевской области Украины.
Основано в 1927 году. Население по переписи 2001 года составляло 103 человека. Почтовый индекс — 329703. Телефонный код — 5163. Занимает площадь 0,508 км².

## Местный совет
57020, Николаевская обл., Веселиновский р-н, с. Николаевка, ул. Одесская, 35